# 开庆
开庆（1259年）是宋理宗趙昀的第七个年号。南宋使用这个年号共1年。

## 改元
- 寶祐六年——十二月一日，有詔明年改元開慶。[2][3][4]
- 開慶元年——十二月十三日，有詔明年改元景定。[5][6]

## 紀年對照表
| 开庆 | 元年   |
| ---- | ------ |
| 公元 | 1259年 |
| 干支 | 己未   |

## 同期存在的其他政权年号
- 越南
  - 紹隆（1258年－1278年）：陳朝—陳聖宗陳晃之年號
- 日本
  - 正嘉（1257年－1259年）：後深草天皇之年號
  - 正元（1259年－1260年）：後深草天皇與龜山天皇之年號

## 深入閱讀
- 李崇智. . 北京: 中華書局. 2004年12月. ISBN 7101025129.
- 鄧洪波. . 臺北: 國立臺灣大學東亞經典與文化研究計劃. 2005年3月  [2021-11-21]. ISBN 9789860005189. （原始内容 (pdf)存档于2007-08-25）.

| 前一年號： 宝祐 | 南宋年號 | 下一年號： 景定 |